# Nemesio Oseguera Cervantes
Nemesio Oseguera Cervantes (Michoacán de Ocampo, 17 juli 1966), beter bekend als El Mencho, is een Mexicaans drugsbaron. Hij geldt als hoofd van het Jaliscokartel.

## Levensloop
El Mencho bracht midden jaren-negentig enkele jaren door in de gevangenis in de VS. In januari 1997, op dertigjarige leeftijd, kwam hij vrij, en werd hij naar zijn geboorteland Mexico gedeporteerd.
Na aldaar korte tijd als politieagent te hebben gewerkt, trad hij toe tot het Mileniokartel. Rond 2010 splitste dit kartel zich door conflicten op, en lukt het El Mencho om het leiderschap te verwerven van een deel, dat vanaf dan het Jaliscokartel zou gaan heten.
Het nieuwe kartel onder leiding van El Mencho kenmerkt zich door uitermate gewelddadige acties, waaronder directe aanvallen op Mexicaanse veiligheidstroepen. Het kartel is rond 2018 inmiddels zo krachtig, dat El Mencho door sommigen wordt gezien als de opvolger van El Chapo.
El Mencho is een van de meestgezochte misdadigers in de VS. De VS biedt 15 miljoen dollar voor informatie die leidt tot zijn arrestatie.